# Soisy-sur-Seine
Soisy-sur-Seine település Franciaországban, Essonne megyében. Lakosainak száma 7370 fő (2022. január 1.). Soisy-sur-Seine Montgeron, Brunoy, Draveil, Épinay-sous-Sénart, Étiolles, Ris-Orangis és Évry-Courcouronnes községekkel határos.

## Népesség
A település népessége az elmúlt években az alábbi módon változott:
| Lakosok száma | 6947 | 6996 | 7208 | 7154 | 7235 | 7213 | 7218 | 7322 | 7370 |
|               | 2013 | 2015 | 2016 | 2017 | 2018 | 2019 | 2020 | 2021 | 2022 |